# Gert Håkansson
Gert Håkansson, född 23 oktober 1946, är en svensk före detta fotbollsspelare. Han spelade i början av 1970-talet tre säsonger för Halmstads BK, och var bland annat med om att föra upp laget i Allsvenskan 1971. Säsongen därpå gjorde han sex allsvenska matcher.
Håkanssons moderklubb var Asarums IS och han kom till Halmstad via Högadals IS, som han också återvände till efter åren i HBK. Han slutade spela vid 30 års ålder, till följd av att han drabbats av reumatism.